# 제인 앳킨슨
제인 앳킨슨(Jayne Atkinson, 1959년 2월 18일 ~ )은 미국의 배우이다.

## 출연 작품
- 하우스 오브 카드 시즌5 (2017)
- 하우스 오브 카드 시즌4 (2016)
- 더 콩그레스맨 (2015)
- 하우스 오브 카드 시즌3 (2015)
- 하우스 오브 카드 시즌2 (2014)
- 하우스 오브 카드 시즌1 (2013)
- 리벤지 포 졸리 (2012)
- 크리미널 마인드 7 (2011)
- 크리미널 마인드 6 (2010)
- 크리미널 마인드 5 (2009)
- 핸섬 해리 (2009)
- 24 시즌6 (2007)
- 크리미널 마인드 3 (2007)
- 트웰브 앤 홀딩 (2005)
- 시리아나 (2005)
- 크리미널 마인드 (2005)
- 빌리지 (2004)
- 프리 윌리 2 (1995)
- 백지 수표 (1994)
- 프리 윌리 (1993)
- 법과 질서 (1990)